# جامعه‌شناسی نظامی

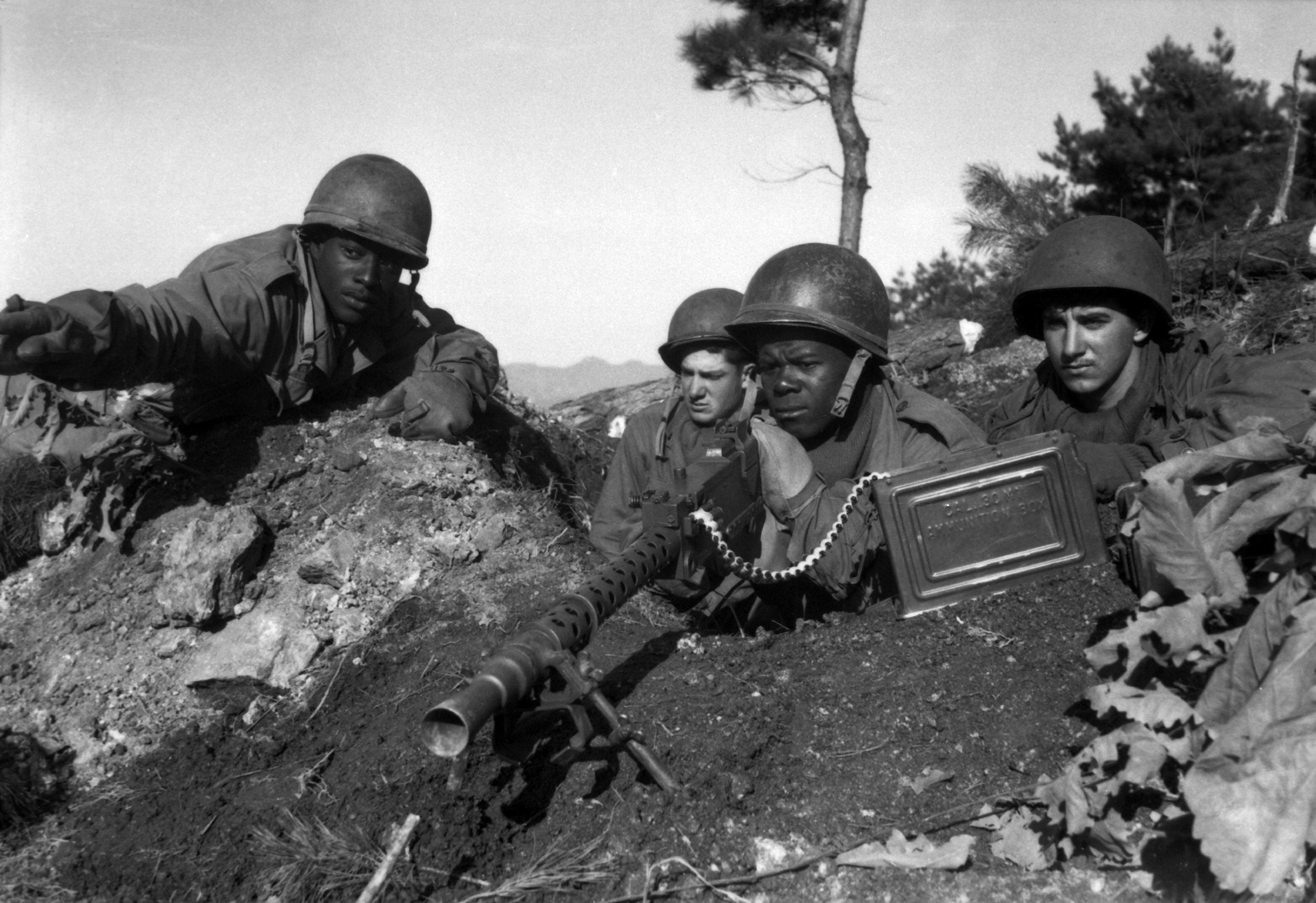
عکس نظامی

جامعه‌شناسی نظامی (به انگلیسی: military sociology)، زیرشاخه‌ای از جامعه‌شناسی است. این حوزه با تلاش‌های سی. رایت میلز برای وصل نمودن دنیای انفرادی به ساختارهای اجتماعی بزرگتر همخوانی دارد. هدف جامعه‌شناسی نظامی عبارت از مطالعه ارتش به عنوان یک گروه اجتماعی بجای یک سازمان نظامی است. این رشته فرعی به شدت تخصصی، به مطالعه مسائل مرتبط به نیروی‌های مسلح به عنوان یک گروه مجزا با کنش جمعی و جبری، بر مبنای منافع مشترک برای زنده ماندن در وظیفه و نبرد، و با اهداف و ارزش‌هایی است که نسبت به اهداف و ارزش‌های جامعه مدنی دارای تعریف معین تر و باریک تری است. جامعه‌شناسی نظامی همچنین ارتباط غیر نظامیان و نظامیان و تعاملات میان سایر گروه‌ها یا نهادهای دولتی را به بحث می‌گذارد.

## نظریه و روش‌شناسی
جامعه‌شناسی نظامی، روش‌های گوناگون که در جامعه‌شناسی استفاده می‌شود را بکار می‌گیرد. این روش‌ها عبارتند از، تجزیه و تحلیل داده‌ها در مقیاس بزرگ، مشاهدهٔ مشارکت‌کنندگان، تحلیل شبکه اجتماعی، تحقیق با کمک نظرسنجی‌ها، تاریخ تطبیقی و مقایسه‌ای، مطالعات موردی و غیره. روش‌های جامعه‌شناسی نظامی همچنین شامل نگرش‌ها و استدلال‌های فلسفی است.

## جامعه‌شناسی نظامی معاصر
جامعه‌شناسی نظامی معاصر اساساً نتیجه جنگ جهانی دوم و جنگ سرد است. این رویدادها باعث شد تا جامعه‌شناسی نظامی به صورت سیستماتیک مورد مطالعه قرار گیرد، گرچه استدلال می‌شود که ارتباط میان نظامیان و جامعه به قبل از این رویدادها بر می‌گردد. فروپاشی اتحاد شوروی، ضربه روحی ناگوار حمله تروریستی در ۱۱ سپتامبر ۲۰۰۱ و جنگ‌های متعاقب آن در افغانستان و عراق تأثیرات شگرفی در حوزه جامعه‌شناسی نظامی داشته‌است. موضوعات متعددی در جامعه‌شناسی نظامی وجود دارد و تذکر این نکته بسیار مهم است که محدوده این حوزه تنها به نهادهای نظامی یا اعضای آن محدود نمی‌شود. بلکه، جامعه‌شناسی نظامی حوزه‌های چون روابط میان بخش غیرنظامی و نظامی و روابط میان ارتش و سایر گروه‌های نظامی یا نهادهای دولتی را در بر می‌گیرد. سایر موضوعات که در جامعه‌شناسی نظامی مطرح است عبارتند از:
1. فرضیه‌های بارز در میان آنهای که در نظامی هستند،
2. تغییر در میل نیروهای نظامی برای جنگیدن،
3. اتحادیه سازی نظامی،
4. نظامی‌گری پسا مدرن،[۷][۸]
5. تخصص گرایی نظامی،
6. گذار کهنه‌سربازان به زندگی غیرنظامی،[۹]
7. بکارگیری بیشتر زنان،
8. پیچیدگی مسئله اکادمیک-صنعتی بودن نظامی،
9. اتکاء بخش نظامی به تحقیقات و
10. ساختار نهادی و سازمانی نظامی.[۱۰]

## نظامی‌گری در قالب جامعه

### نظامی‌گری به عنوان یک شغل
مدت کوتاهی بعد از اینکه ایالات متحده به خدمت اجباری خاتمه بخشید و همه نیروهای داوطلب را ایجاد نمود، جامعه‌شناس چارلز موسکوس، مدل نهادی/شغلی سازمان‌های نظامی را ارایه نمود. او این سؤال را مطرح کرد که آیا بخش نظامی باید بیشتر به عنوان شغل دیده شوند تا یک نهاد؟ گرچه بخش نظامی هنوز هم اصول نهادی خود (ارزش‌های وطن‌پرستی، رسوم سنتی و غیره) را حفظ کرده‌است، اما بیشتر به اصول تجارت و اقتصاد تمایل دارد و می‌توان آنرا به عنوان یک حرفه دسته‌بندی نمود. ارتباط این حرفه را با سایر حرفه‌ها می‌توان بر مبنای دسته‌بندی قدرت و پاداش مورد مطالعه قرار داد. درجات نظامی متفاوتی در نظامی وجود دارد که به بعضی افراد قدرت بیشتری می‌دهد. بیشتر افراد جوان بخش نظامی را به علت پاداش خوب و یک فرصت برای رفتن به دانشگاه بدون اخذ وام‌های کلان انتخاب می‌کنند.
موسکوس از ایالات متحده به عنوان نقطه ارجاع استفاده کرد. ارتش کشورهای چون فرانسه، بریتانیای کبیر، آلمان، هلند و آسترالیا، هنوز هم عناصر نهادگرایی را در خود دارند. مدل موسکوس روی بورسیهٔ وارد شدن به خدمت نظامی/ ادامه خدمت، تأثیر داشته‌است. او به مطالعه عوامل شغلی و نهادی که اراده یک فرد به وارد شدن در خدمت نظامی یا تصمیم یک عضو فعال نظامی به ادامه خدمت را شکل می‌دهد، پرداخته‌است.

### نظامی‌گری به عنوان مسلک
دو دانشمند، ساموئل هانتینگتون و موریس جانویتز، روی مفهوم حرفه‌ای‌گرایی نظامی در جامعه‌شناسی نظامی تأثیر داشته‌اند. هانتینگتون، دانشمند علوم‌سیاسی، استدلال نمود که در حرفه نظامی باید نسبت به مسائل نظامی آزادی بیشتری وجود داشته باشد، چون افراد غیرنظامی دارای تخصص لازم نبودند. تا مسائل نظامی را نظارت نمایند. او این مسئله را به نام کنترل عینی یاد کرد. از سوی دیگر، جانویتز ادعا نمود که نقش نظامی‌گری در جامعه مدرن خیلی پیچیده‌است و به دلیل وجود عوامل خیلی زیاد، وظیفه یک سرباز حرفه‌ای به مراتب از اجرای خشونت فراتر رفته‌است. نخبه‌های نظامی تکلیف داشتند تا ثبات در روابط بین‌المللی را حفظ نمایند، و این امر علاوه بر مهارت‌های کلاسیک یک افسر نظامی، مستلزم تخصص مدیریتی و مهارت‌های سیاسی بود. جانویتز نگران بود که حرفهٔ نظامی می‌تواند به یک گروه که به خودشان خدمت می‌کنند و به بقای خود می‌اندیشند مبدل شود؛ بنابراین، مهم بود تا بخش نظامی به لحاظ اجتماعی از شهروندانی نمایندگی نماید که در حال خدمت به آن‌ها است. از نظر سَم سی. سارکیسیان و رابرد ای. کانر، حرفهٔ نظامی‌گری، یک حرفهٔ کاملاً منحصر به فرد است. شش عنصر کلیدی وجود دارد که ماهیت حرفه نظامی را شکل می‌دهد. این عناصر به قرار ذیل اند:
1. این حرفه دارای یک حوزه شایستگی تعریف شده‌است که مبتنی بر دانش تخصصی می‌باشد؛
2. یک سیستم تعلیمی مستمر وجود دارد که برای حفظ شایستگی حرفه‌ای طراحی شده‌است؛
3. این حرفه نسبت به اجتماع دارای یک وظیفه است و آنرا باید بدون دغدغه در مورد پاداش انجام دهد؛
4. این حرفه دارای سیستمی از ارزشها است که شخصیت حرفه‌ای را تداوم بخشیده و روابط قانونی را با جامعه ایجاد و حفظ می‌کند؛
5. یک چارچوب نهادی وجود دارد که این حرفه در قالب آن عمل می‌کند؛ و
6. این حرفه دارای یک سیستم نظارت بر پاداش و مجازات است و همچنین این موقعیت را دارد تا شایستگی آنهای را که وارد این مسلک می‌شوند تعیین کند.

### روش‌های استخدام
شاید هیچ سازمان دیگری به اندازه‌ای که نیروهای نظامی روی فرایندهای جلب و جذب (یکسان‌سازی) اعضای جدید تأکید دارند، تأکید نداشته باشند. یکسان‌سازی عبارت از فرایند مداوم نیروگیری، انتخاب، آموزش، و توسعه شغلی است. سربازان جدید، افسرها، یا افسرهایی که قبلاً خدمت نموده‌اند نه تنها باید مهارت‌های جدید و سخت را یاد بگیرند. بلکه، از آنها توقع می‌رود تا مجموعه قوانین رفتاری و آداب حرفه‌ای را به بهترین وجه یادگرفته و عملی نمایند، چون عضویت در بخش نظامی به معنی اشتراک در یک اجتماع منظم است که رفتار را در داخل و خارج از «شغل» تنظیم می‌نماید. ارتش آمریکا از مفهوم شهروند-سرباز برای جمع‌آوری پرسونل نظامی از سراسر کشور بهره می‌گیرد. این اصطلاح به معنی توانایی در جمع‌آوری یا احضار سریع قوا برای جنگ یا دوره مأموریت نظامی از طریق یک اطلاعیه آنی است. اما، پس از اینکه دوره نظامی به پایان رسید، پرسنل نظامی به زندگی غیرنظامی خود بر می‌گردند.
به قول نورمن ای. هلمن، ‏۲٫۵ میلیون مرد در جریان فراخوان دوران صلح در نیروهای مسلح نام‌نویسی شدند. در جریان دوره انتقالی سریع، ممکن است بیشتر سربازان از تفاوت در زندگی قبلی (غیرنظامی) و زندگی جدید نظامی‌شان، که تقاضای اطاعت از قوانین را بدون پرسش هیچ سؤالی می‌کند، احساس بیگانگی یا سردرگمی کرده باشند. اگر چه مردان زیادی، و اکنون زنانی، بودند که داوطلبانه به نیروهای مسلح پیوستند، اما بعضی‌ها هستند که پیوستن به نیروهای نظامی و کار به دولت را خیانت می‌پندارند. زندگی نظامی برای بیشتر افرادی که از بیرون به آن نگاه می‌کنند واقعاً دلسرد کننده است. با وجود افکار منفی در مورد زندگی نظامی و مشوق‌های امنیت اقتصادی، روش‌های استخدام نظامی از وسیلهٔ برای کمک به کشور خود به راهی برای تحصیل آموزش تغییر نموده بود، اما طی سال‌های اخیر دوباره به نیاز برای خدمت به وطن تغییر کرده‌است. با وجود این تغییرات، تعداد کسانی که در نیروهای نظامی ثبت‌نام می‌کنند طی این سال‌ها کاهش نیافته و پایدار باقی مانده، اگرچه افزایشی هم نداشته‌است.

### تأثیر زندگی نظامی بر وابستگان
طبق تعریف، خانواده نظامی واحدی است که ممکن شامل شوهر و خانم و اطفال بوده (در بیشتر کشورهای انگلیسی زبان، به بچه‌های نظامی military brats گفته می‌شود که البته به هدف احترام و دوست داری گفته می‌شود، نه توهین)؛ و از این میان شوهر یا خانم در نیروهای مسلح ثبت نام شده‌اند. استرس روحی که همسر یک سرباز، ملوان، عضو نیروی دریایی، یا عضو نیروهای هوایی در جریان تمرینات وی تجربه می‌کند، به لحاظ ذهنی همانند تجربه کسی که عملاً در جنگ حضور دارد، ناگوار است.